# ECHO-virus
Het ECHO-virus (voluit Enteric Cytopathogenic Human Orphan Virus) is een soort picornavirus dat net als het poliovirus en de coxsackievirussen behoort tot de groep der enterovirussen, die in de darm en ontlasting kunnen voorkomen. Van het ECHO-virus bestaan er 34 typen.
De ECHO-virussen kunnen relatief goedaardige ziektebeelden veroorzaken die gepaard gaan met koorts, huiduitslag, lymfeklierzwellingen, diarree, spierpijn, acute benigne meningitis en encefalitis (1/3 van de typen).